# Variante XE del SARS-CoV-2
Fue descubierta en marzo de 2022 en el Reino Unido. La OMS la catálogo en abril de 2022 como variante de alta preocupación, al ser la más transmisible de todas.

## Cronología
Es más contagiosa que el resto de variantes advierte la Organización Mundial de la Salud (OMS). Este organismo vigila desde hace unas semanas una nueva subvariante, bautizada como XE, y que recombina los dos tipos de ómicron, BA.1 y BA.2. 
Se detectó en enero en Gran Bretaña y se ha identificado ya en India y Brasil. Según la OMS, los estudios preliminares indican que XE hace el virus un 10% más transmisible aún.
Este virus de momento ha ofrecido un comportamiento parecido al ómicron original, pero con padecimientos menos comunes, según un informe de la agencia de seguridad sanitaria de Reino Unido (UKHSA).

## Síntomas
Una manera de detectar algún contagio puede ser desde los síntomas. En la variante XE son muy similares a los de ómicron, aunque igualmente se encuentran padecimientos menos comunes:
- Irritación de garganta
- Molestias musculares
- Estornudos
- Lumbalgia
- Sudores nocturnos
- Náuseas
- Fiebre
- Abundante mucosidad
- Tos
- Fatiga
- Dolor de cabeza
- Cojuntivitis
- Pérdida de cabello